# Barsbek
El Barsbek (en baix alemany Barsbeek) és un riu als estats de Slesvig-Holstein i d'Hamburg a Alemanya. Neix a Barsbüttel, a l'est de l'autopista E22. A Jenfeld desemboca al Schleemer Bach que desguassa via el Bille i l'Elba al mar del Nord.

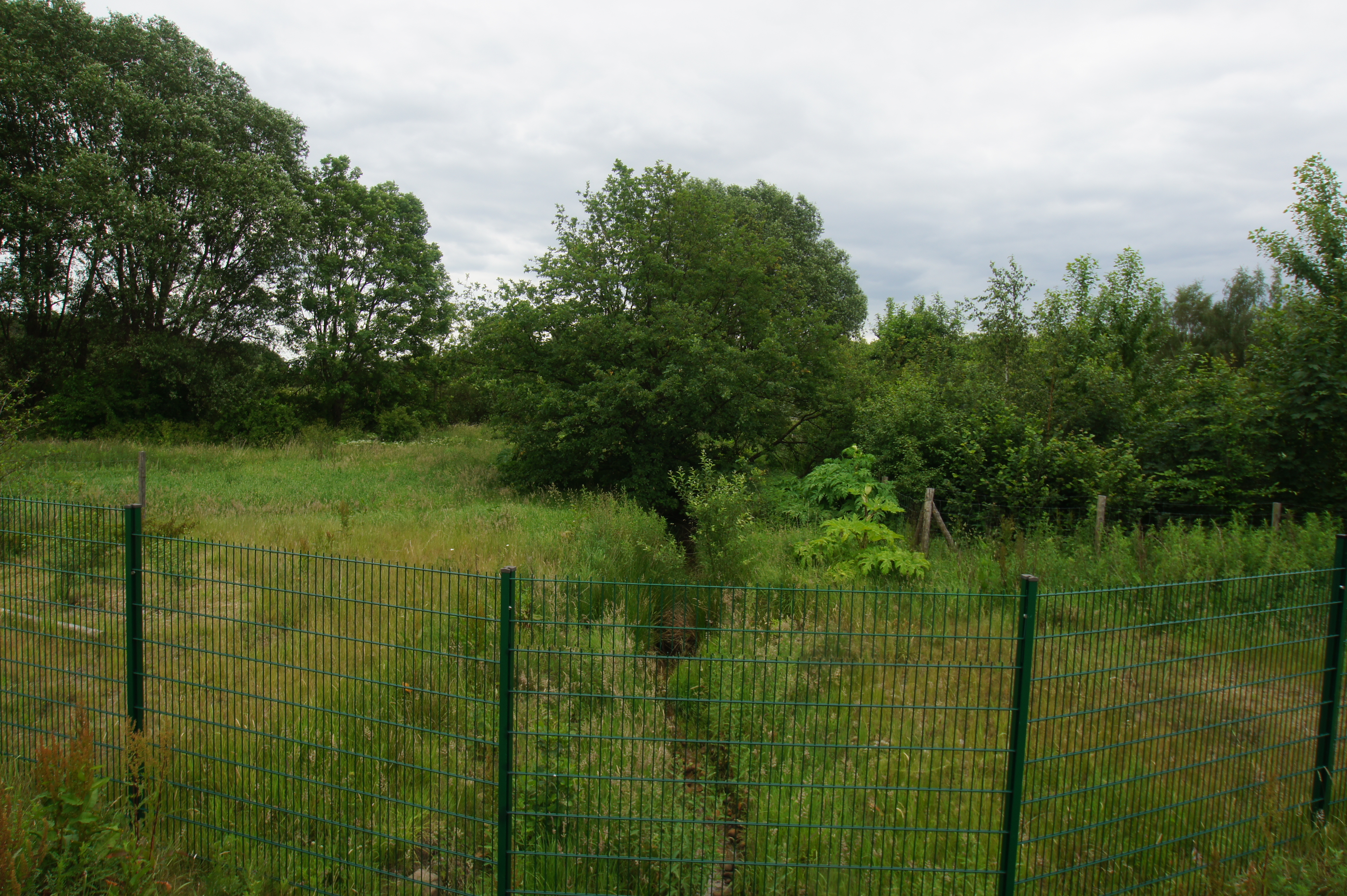
A Barsbüttel
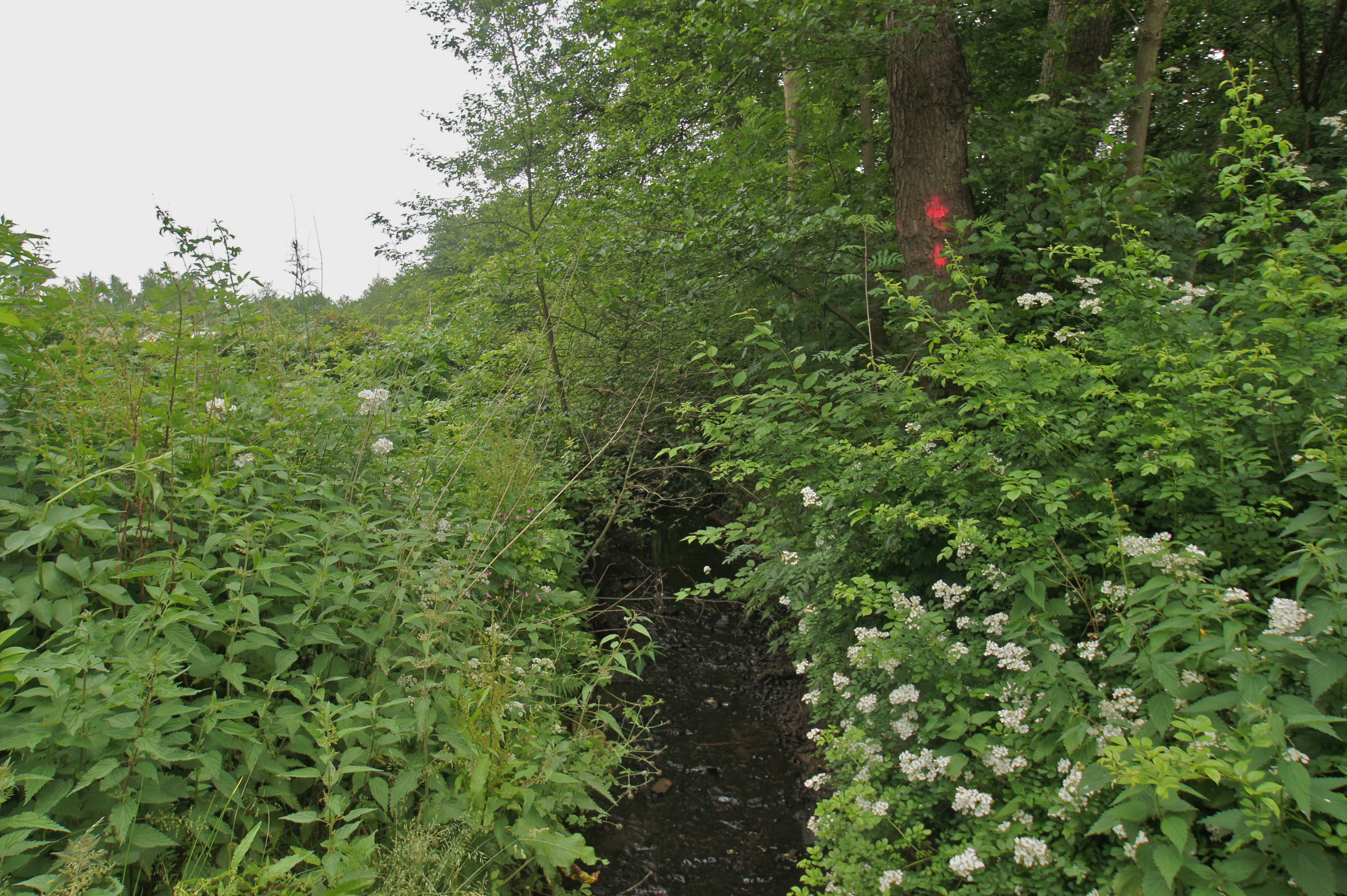
A Jenfeld
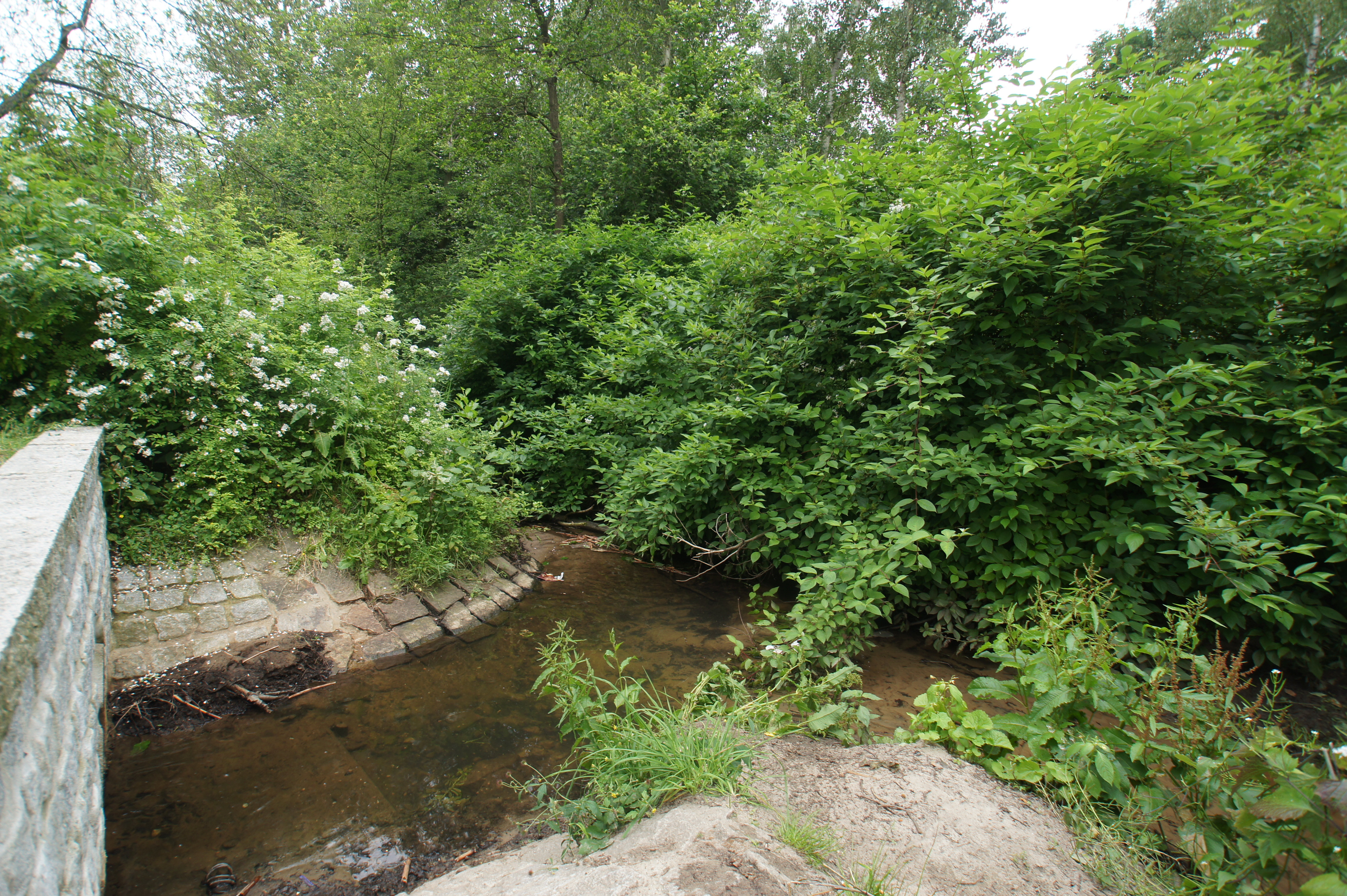
Aiguabarreig del Barsbek amb el Schleemer Bach